# Bug Riders: The Race of Kings
Bug Riders: The Race of Kings es un videojuego desarrollado por n-Space y publicado por GT Interactive para PlayStation y Windows en 1997, seguido de un relanzamiento en PlayStation Network en 2011.

## Jugabilidad
Bug Riders es un juego que consiste en una carrera de insectos para determinar quién reemplazará al moribundo emperador del planeta Entymion.  Para acelerar, el jugador golpea su insecto con un crop. Se exige un ritmo cuidadoso, ya que usar el cultivo con demasiada frecuencia provocará el error gritar de dolor y frenar.

## Desarrollo
El juego se presentó en el E3 1997.

## Recepción
| Recepción |                |
| --- | -------------- |
| Puntuaciones de críticas Publicación Calificación AllGame (PS1) [ 5 ] Electronic Gaming Monthly 4.125/10 (PS1) [ 3 ] [ 6 ] GameFan 50% (PS1) [ 7 ] [ 8 ] Game Informer 6.75/10 (PS1) [ 9 ] IGN 3/10 (PS1) [ 10 ] |                |
| Puntuaciones de críticas |                |
| Publicación | Calificación   |
| AllGame | (PS1)          |
| Electronic Gaming Monthly | 4.125/10 (PS1) |
| GameFan | 50% (PS1)      |
| Game Informer | 6.75/10 (PS1)  |
| IGN | 3/10 (PS1)     |

Bug Riders recibió críticas generalmente negativas, principalmente debido al sistema para controlar los errores. En particular, los críticos detestaron abrumadoramente el sistema de cultivo utilizado para acelerar, considerándolo demasiado difícil de dominar. Shawn Smith argumentó en Electronic Gaming Monthly, "Sigamos con una aceleración estándar de 'presionar el botón y mantenerlo presionado' que prácticamente TODOS los demás juegos de carreras tienen. Es a lo que estamos acostumbrados como jugadores. Cuando algo Cuando aparece esto, no sabemos qué hacer." La mayoría de los críticos también encontraron que los insectos tienen mente propia, lo que les permite volar sin la intervención del jugador y, a veces, resistir las indicaciones del jugador, resultó ser frustrante.
Los diseños de niveles tuvieron una respuesta más variada, algunos los elogiaron por su diseño visual y variedad, mientras que otros encontraron que no dejaban claro adónde debía ir el jugador.  Si bien también hubo elogios dispersos por elementos como la música, los críticos sintieron que los problemas de control anularon todos los elementos positivos del juego. GamePro, por ejemplo, opinó que "Si bien hay algunas armas geniales para recoger, así como una buena variedad de corceles de insectos, debido al mal control, elogiar estos aspectos es como secar el Titanic". Next Generation comentó: "La premisa es prometedora, ya que ofrece todo tipo de nuevas ideas de juego, como montar criaturas vivientes y volar por el aire. Sin embargo, estas mismas ideas, al menos su ejecución, son las que hacen que el juego abajo".